# Marginitermes hubbardi
Marginitermes hubbardi är en termitart som först beskrevs av Banks in Banks och John Otterbein Snyder 1920.  Marginitermes hubbardi ingår i släktet Marginitermes och familjen Kalotermitidae. Inga underarter finns listade i Catalogue of Life.